# Vinalmont
Vinalmont is een plaats en deelgemeente van de Belgische gemeente Wanze.
Vinalmont ligt in de provincie Luik en was tot 1 januari 1977 een zelfstandige gemeente.
De plaats is vooral bekend om zijn uitstekende kwaliteit Namense steen, ook wel bekend als Pierre of Calcaire de Vinalmont

## Bezienswaardigheden
- De Sint-Pieterskerk (Église Saint-Pierre) werd van 1789-1825 gebouwd. De kerk bezit een doopvont van 1532. Ook is er kerkmeubilair vanaf de 16e eeuw.
- Het huidige Kasteel van Vinalmont is een in eclectische stijl opgetrokken bouwwerk van 1861, gebouwd op de plaats van een neoclassicistisch kasteel dat op zijn beurt een ouder kasteel verving

## Natuur en landschap
De hoogte aan de kerk bedraagt 197 meter.

## Demografische ontwikkeling
- Bronnen:NIS, Opm:1831 tot en met 1970=volkstellingen, 1976= inwoneraantal op 31 december

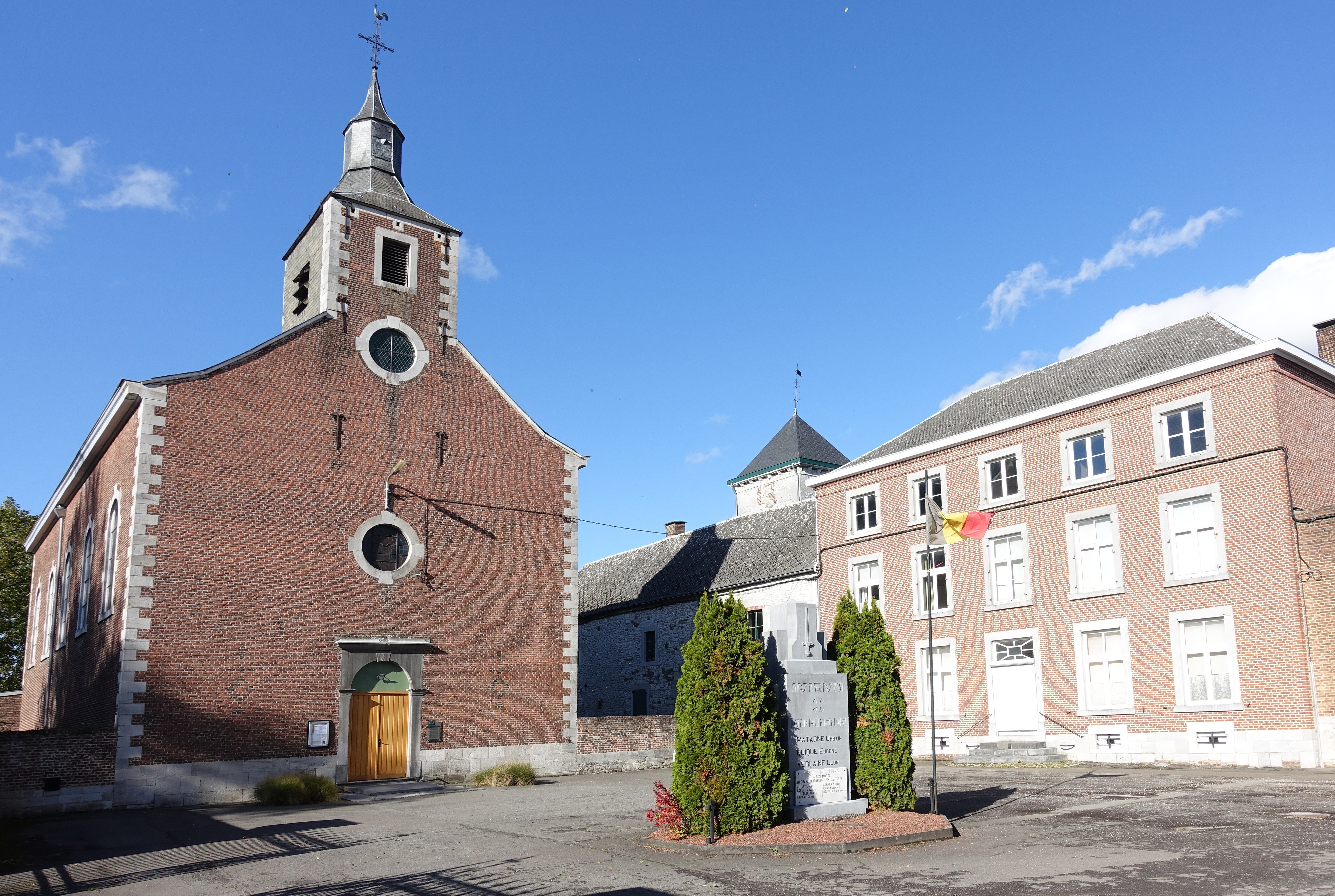
Kerk en Vierkantshoeve de la Tour
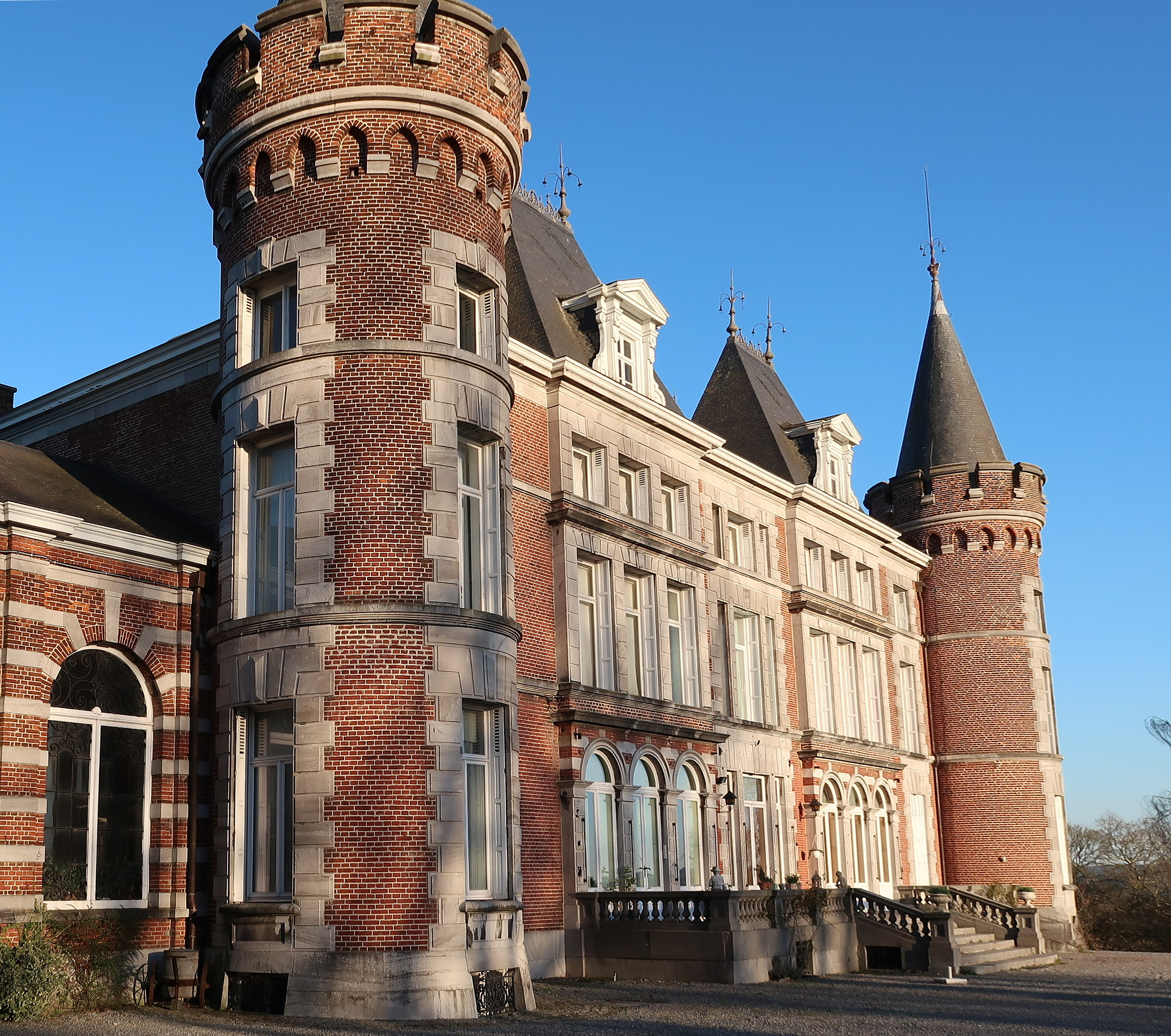
Kasteel van Vinalmont
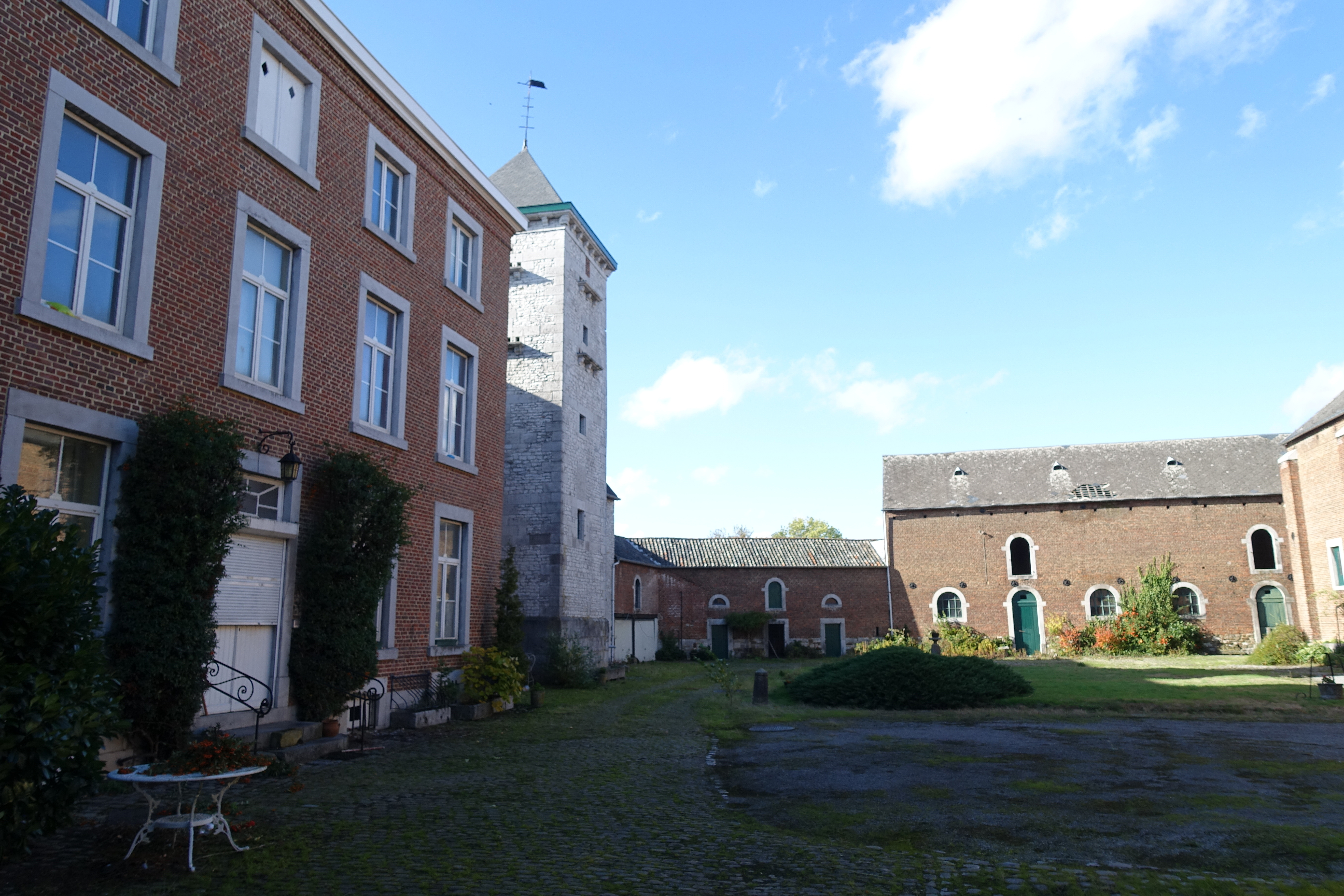
Ferme de la Tour met toren
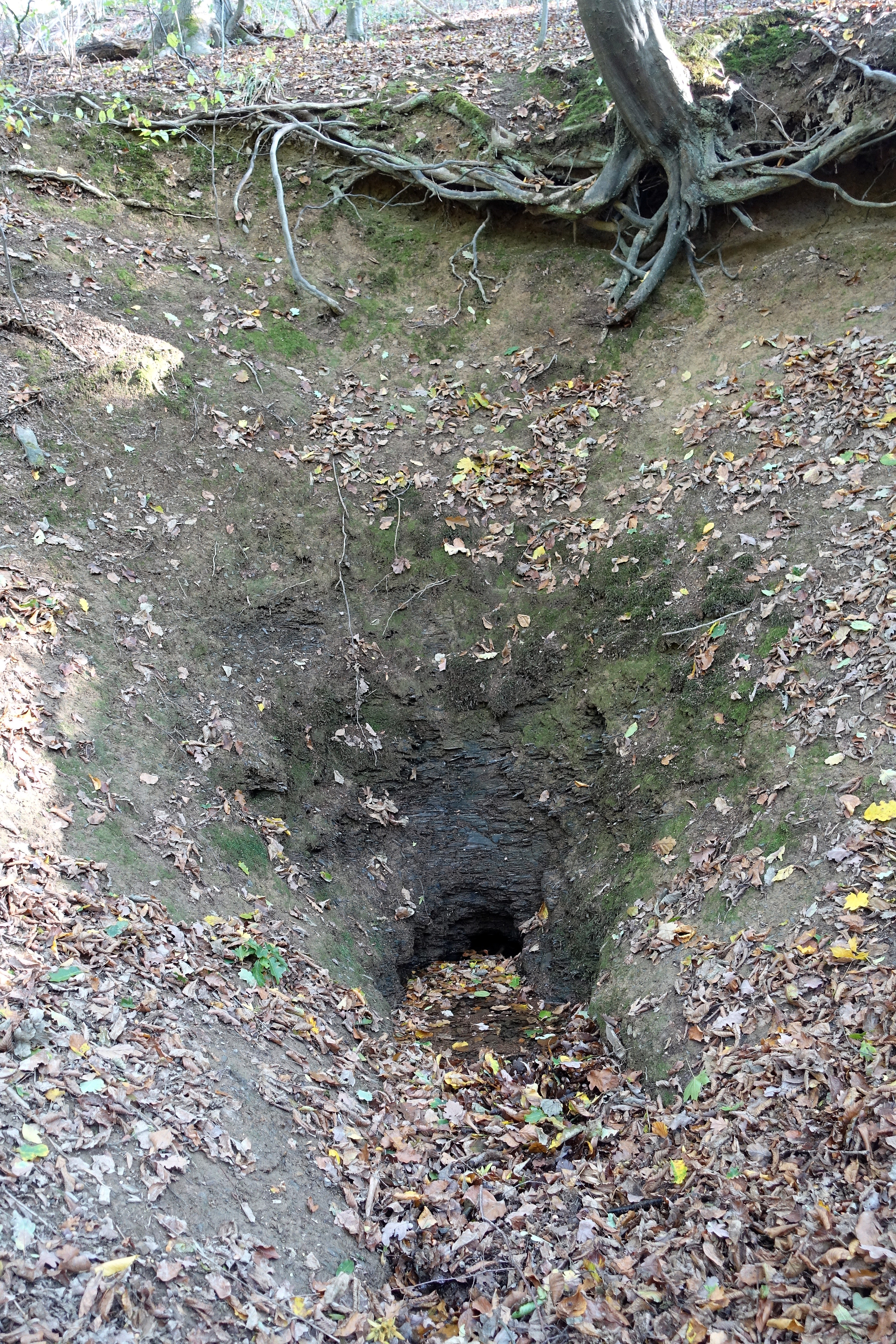
'Source de la Reine' of ' de l'Areine' van ijzermijnen

## Nabijgelegen kernen
Wanzoule, Fumal, Villers-le-Bouillet, Antheit
Deelgemeenten: Antheit ·Bas-Oha · Huccorgne · Moha · Vinalmont · Wanze

Belgische gemeenten · Arrondissement Hoei · provincie Luik · Wallonië